# Giorgio Antonio Vespucci
Giorgio Antonio Vespucci (22 aprile 1434 – 17 aprile 1514) è stato un umanista italiano.

## Biografia
Fu il quinto di otto figli nati da ser Amerigo di Stagio (1394-1472) e da Nanna di maestro Piero Onesti da Pescia (1405 circa-1467).
Di formazione umanistica, ebbe un ruolo fondamentale nella formazione della giovane nobiltà fiorentina, tra cui Giovanni e Lorenzo di Pierfrancesco de' Medici, Pietro e Giovan Vittorio Soderini, Dionysius Reuchlin, Iohannes Strefer, Antonio Lanfredini. Fu precettore anche di suo nipote, figlio di suo fratello maggiore Nastagio, Amerigo Vespucci. Da lui il futuro esploratore imparò la geometria, la fisica, l'astronomia e la cosmografia.
Fu canonico del Duomo di Firenze dal 1482 e frate domenicano dal 1497.